# عایشه باعونیه
عایشه باعونیه (؟ -۱۵۱۶) بانوی صوفی و شاعر عرب‌زبان شامی در دورهٔ مملوکی بود.

## زندگی
نسب کاملش «ام عبدالوهاب عایشه بنت یوسف بن احمد بن ناصرالدین بن خلیفه» ذکر شده‌است. در هشت سالگی قرآن را حفظ کرد. نزد اسماعیل خوارزمی و سپس علی بن یحیی ارموی به طریقت گرایید. به قاهره رفت و آنجا بسیار آموخت و اجازهٔ فتوا و تدریس برگرفت. سپس به دمشق برگشت و در ۲۱ دسامبر ۱۵۱۶/ ۱۵ ذی‌القعده ۹۲۲ق درگذشت.

## آثار
- الفتح الحنفی: سخنان صوفیان.
- الملامح الشریفة والآثار المُنفیه: قصیده‌های صوفیانه.
- دُر الغائض فی المعجزات و الخصائص: قصیده‌ای دراز.